# Grand Prix Singapuru 2023
Grand Prix Singapuru 2023, oficjalnie Formula 1 Singapore Airlines Singapore Grand Prix 2023 – formalnie szesnasta runda Mistrzostw Świata Formuły 1 w sezonie 2023. Weekend Grand Prix odbył się w dniach 15–17 września 2023 na torze Marina Bay Street Circuit w Singapurze. Wyścig, po starcie z pole position, wygrał Carlos Sainz Jr. (Ferrari), a na podium kolejno stanęli Lando Norris (McLaren) oraz Lewis Hamilton (Mercedes).

## Lista startowa
| Nr          | Kierowca         | Zespół                                | Samochód                          | Silnik              | Opony |
| ----------- | ---------------- | ------------------------------------- | --------------------------------- | ------------------- | ----- |
| 1           | Max Verstappen   | Oracle Red Bull Racing                | Red Bull RB19                     | Honda RBPTH001      | P     |
| 2           | Logan Sargeant   | Williams Racing                       | Williams FW45                     | Mercedes-AMG F1 M14 | P     |
| 4           | Lando Norris     | McLaren F1 Team                       | McLaren MCL60                     | Mercedes-AMG F1 M14 | P     |
| 10          | Pierre Gasly     | BWT Alpine F1 Team                    | Alpine A523                       | Renault E-Tech RE23 | P     |
| 11          | Sergio Pérez     | Oracle Red Bull Racing                | Red Bull RB19                     | Honda RBPTH001      | P     |
| 14          | Fernando Alonso  | Aston Martin Aramco Cognizant F1 Team | Aston Martin AMR23                | Mercedes-AMG F1 M14 | P     |
| 16          | Charles Leclerc  | Scuderia Ferrari                      | Ferrari SF-23                     | Ferrari 066/10      | P     |
| 18          | Lance Stroll     | Aston Martin Aramco Cognizant F1 Team | Aston Martin AMR23                | Mercedes-AMG F1 M14 | P     |
| 20          | Kevin Magnussen  | MoneyGram Haas F1 Team                | Haas VF-23                        | Ferrari 066/10      | P     |
| 22          | Yūki Tsunoda     | Scuderia AlphaTauri                   | AlphaTauri AT04                   | Honda RBPTH001      | P     |
| 23          | Alexander Albon  | Williams Racing                       | Williams FW45                     | Mercedes-AMG F1 M14 | P     |
| 24          | Zhou Guanyu      | Alfa Romeo F1 Team Stake              | Alfa Romeo C43                    | Ferrari 066/10      | P     |
| 27          | Nico Hülkenberg  | MoneyGram Haas F1 Team                | Haas VF-23                        | Ferrari 066/10      | P     |
| 31          | Esteban Ocon     | BWT Alpine F1 Team                    | Alpine A523                       | Renault E-Tech RE23 | P     |
| 40          | Liam Lawson      | Scuderia AlphaTauri                   | AlphaTauri AT04                   | Honda RBPTH001      | P     |
| 44          | Lewis Hamilton   | Mercedes-AMG PETRONAS F1 Team         | Mercedes-AMG F1 W14 E Performance | Mercedes-AMG F1 M14 | P     |
| 55          | Carlos Sainz Jr. | Scuderia Ferrari                      | Ferrari SF-23                     | Ferrari 066/10      | P     |
| 63          | George Russell   | Mercedes-AMG PETRONAS F1 Team         | Mercedes-AMG F1 W14 E Performance | Mercedes-AMG F1 M14 | P     |
| 77          | Valtteri Bottas  | Alfa Romeo F1 Team Stake              | Alfa Romeo C43                    | Ferrari 066/10      | P     |
| 81          | Oscar Piastri    | McLaren F1 Team                       | McLaren MCL60                     | Mercedes-AMG F1 M14 | P     |
| Źródło: FIA |                  |                                       |                                   |                     |       |

## Wyniki

### Zwycięzcy sesji treningowych
| Sesja       | Nr | Kierowca         | Konstruktor | Czas     | Okr. |
| ----------- | -- | ---------------- | ----------- | -------- | ---- |
| 1           | 16 | Charles Leclerc  | Ferrari     | 1:33,350 | 25   |
| 2           | 55 | Carlos Sainz Jr. | Ferrari     | 1:32,120 | 26   |
| 3           | 55 | Carlos Sainz Jr. | Ferrari     | 1:32,065 | 23   |
| Źródło: FIA |    |                  |             |          |      |

### Kwalifikacje
| P                    | Nr | Kierowca         | Konstruktor                  | Czasy w kwalifikacjach | Czasy w kwalifikacjach | Czasy w kwalifikacjach | Poz. s. |
| P                    | Nr | Kierowca         | Konstruktor                  | Q1                     | Q2                     | Q3                     | Poz. s. |
| -------------------- | -- | ---------------- | ---------------------------- | ---------------------- | ---------------------- | ---------------------- | ------- |
| 1                    | 55 | Carlos Sainz Jr. | Ferrari                      | 1:32,339               | 1:31,439               | 1:30,984               | 1       |
| 2                    | 63 | George Russell   | Mercedes                     | 1:32,331               | 1:31,743               | 1:31,056               | 2       |
| 3                    | 16 | Charles Leclerc  | Ferrari                      | 1:32,406               | 1:32,012               | 1:31,063               | 3       |
| 4                    | 4  | Lando Norris     | McLaren-Mercedes             | 1:32,483               | 1:31,951               | 1:31,270               | 4       |
| 5                    | 44 | Lewis Hamilton   | Mercedes                     | 1:32,651               | 1:32,019               | 1:31,485               | 5       |
| 6                    | 20 | Kevin Magnussen  | Haas-Ferrari                 | 1:32,242               | 1:31,892               | 1:31,575               | 6       |
| 7                    | 14 | Fernando Alonso  | Aston Martin Aramco-Mercedes | 1:32,584               | 1:31,835               | 1:31,615               | 7       |
| 8                    | 31 | Esteban Ocon     | Alpine-Renault               | 1:32,369               | 1:32,089               | 1:31,673               | 8       |
| 9                    | 27 | Nico Hülkenberg  | Haas-Ferrari                 | 1:32,100               | 1:31,994               | 1:31,808               | 9       |
| 10                   | 40 | Liam Lawson      | AlphaTauri-Honda RBPT        | 1:32,215               | 1:32,166               | 1:32,268               | 10      |
| 11                   | 1  | Max Verstappen   | Red Bull Racing-Honda RBPT   | 1:32,398               | 1:32,173               |                        | 11      |
| 12                   | 10 | Pierre Gasly     | Alpine-Renault               | 1:32,452               | 1:32,274               |                        | 12      |
| 13                   | 11 | Sergio Pérez     | Red Bull Racing-Honda RBPT   | 1:32,099               | 1:32,310               |                        | 13      |
| 14                   | 23 | Alexander Albon  | Williams-Mercedes            | 1:32,668               | 1:33,719               |                        | 14      |
| 15                   | 22 | Yūki Tsunoda     | AlphaTauri-Honda RBPT        | 1:31,991               | –                      |                        | 15      |
| 16                   | 77 | Valtteri Bottas  | Alfa Romeo-Ferrari           | 1:32,809               |                        |                        | 16      |
| 17                   | 81 | Oscar Piastri    | McLaren-Mercedes             | 1:32,902               |                        |                        | 17      |
| 18                   | 2  | Logan Sargeant   | Williams-Mercedes            | 1:33,252               |                        |                        | 18      |
| 19                   | 24 | Zhou Guanyu      | Alfa Romeo-Ferrari           | 1:33,258               |                        |                        | PL      |
| 20                   | 18 | Lance Stroll     | Aston Martin Aramco-Mercedes | 1:33,397               |                        |                        | WYC     |
| 107% czasu: 1:38,430 |    |                  |                              |                        |                        |                        |         |
| Źródło: FIA          |    |                  |                              |                        |                        |                        |         |

### Wyścig
| P           | Nr | Kierowca         | Konstruktor                  | Okr. | Czas                       | Start | +/−       | Punkty |
| ----------- | -- | ---------------- | ---------------------------- | ---- | -------------------------- | ----- | --------- | ------ |
| 1           | 55 | Carlos Sainz Jr. | Ferrari                      | 62   | 1:46:37,418                | 1     | Bez zmian | 25     |
| 2           | 4  | Lando Norris     | McLaren-Mercedes             | 62   | +0,812                     | 4     | 2         | 18     |
| 3           | 44 | Lewis Hamilton   | Mercedes                     | 62   | +1,269                     | 5     | 2         | 15+1   |
| 4           | 16 | Charles Leclerc  | Ferrari                      | 62   | +21,177                    | 3     | 1         | 12     |
| 5           | 1  | Max Verstappen   | Red Bull Racing-Honda RBPT   | 62   | +21,441                    | 11    | 6         | 10     |
| 6           | 10 | Pierre Gasly     | Alpine-Renault               | 62   | +38,441                    | 12    | 6         | 8      |
| 7           | 81 | Oscar Piastri    | McLaren-Mercedes             | 62   | +41,479                    | 17    | 10        | 6      |
| 8           | 11 | Sergio Pérez     | Red Bull Racing-Honda RBPT   | 62   | +59,534                    | 13    | 5         | 4      |
| 9           | 40 | Liam Lawson      | AlphaTauri-Honda RBPT        | 62   | +1:05,918                  | 10    | 1         | 2      |
| 10          | 20 | Kevin Magnussen  | Haas-Ferrari                 | 62   | +1:12,116                  | 6     | 4         | 1      |
| 11          | 23 | Alexander Albon  | Williams-Mercedes            | 62   | +1:13,417                  | 14    | 3         |        |
| 12          | 24 | Zhou Guanyu      | Alfa Romeo-Ferrari           | 62   | +1:23,649                  | PL    | 7         |        |
| 13          | 27 | Nico Hülkenberg  | Haas-Ferrari                 | 62   | +1:26,201                  | 9     | 4         |        |
| 14          | 2  | Logan Sargeant   | Williams-Mercedes            | 62   | +1:26,889                  | 18    | 4         |        |
| 15          | 14 | Fernando Alonso  | Aston Martin Aramco-Mercedes | 62   | +1:27,603                  | 7     | 8         |        |
| 16          | 63 | George Russell   | Mercedes                     | 61   | NU (wypadek)               | 2     | 14        |        |
| NS          | 77 | Valtteri Bottas  | Alfa Romeo-Ferrari           | 51   | NU (przegrzanie)           | 16    |           |        |
| NS          | 31 | Esteban Ocon     | Alpine-Renault               | 42   | NU (skrzynia biegów)       | 8     |           |        |
| NS          | 22 | Yūki Tsunoda     | AlphaTauri-Honda RBPT        | 0    | NU (uszkodzenia kolizyjne) | 15    |           |        |
| Źródło: FIA |    |                  |                              |      |                            |       |           |        |

### Najszybsze okrążenie
| Nr          | Kierowca       | Konstruktor | Czas     | Okr. |
| ----------- | -------------- | ----------- | -------- | ---- |
| 44          | Lewis Hamilton | Mercedes    | 1:35,867 | 47   |
| Źródło: FIA |                |             |          |      |

### Prowadzenie w wyścigu
| Nr                              | Kierowca         | Konstruktor | Okrążenia | Suma |
| ------------------------------- | ---------------- | ----------- | --------- | ---- |
| 55                              | Carlos Sainz Jr. | Ferrari     | 1–62      | 62   |
| \| Wykres \| \| ------ \| \| \| |                  |             |           |      |
| Źródło: FIA                     |                  |             |           |      |
| Wykres                          |                  |             |           |      |
|                                 |                  |             |           |      |

## Klasyfikacja po wyścigu

### Kierowcy
| P           | +/−       | Kierowca         | Zgł. | Punkty | P1 | P2 | P3 | PP | NO | NS | NU | NW | WYC |
| ----------- | --------- | ---------------- | ---- | ------ | -- | -- | -- | -- | -- | -- | -- | -- | --- |
| 1           | Bez zmian | Max Verstappen   | 15   | 374    | 12 | 2  | –  | 8  | 6  | –  | –  | –  | –   |
| 2           | Bez zmian | Sergio Pérez     | 15   | 223    | 2  | 4  | 2  | 2  | 2  | –  | –  | –  | –   |
| 3           | 1         | Lewis Hamilton   | 15   | 180    | –  | 2  | 3  | 1  | 3  | –  | –  | –  | –   |
| 4           | 1         | Fernando Alonso  | 15   | 170    | –  | 3  | 4  | –  | 1  | –  | –  | –  | –   |
| 5           | Bez zmian | Carlos Sainz Jr. | 15   | 142    | 1  | –  | 1  | 2  | –  | 1  | 1  | –  | –   |
| 6           | Bez zmian | Charles Leclerc  | 15   | 123    | –  | 1  | 2  | 2  | –  | 3  | 3  | –  | –   |
| 7           | Bez zmian | George Russell   | 15   | 109    | –  | –  | 1  | –  | 1  | 2  | 3  | –  | –   |
| 8           | Bez zmian | Lando Norris     | 15   | 97     | –  | 3  | –  | –  | –  | –  | –  | –  | –   |
| 9           | Bez zmian | Lance Stroll     | 15   | 47     | –  | –  | –  | –  | –  | 2  | 2  | –  | 1   |
| 10          | Bez zmian | Pierre Gasly     | 15   | 45     | –  | –  | 1  | –  | –  | 1  | 3  | –  | –   |
| 11          | 1         | Oscar Piastri    | 15   | 42     | –  | –  | –  | –  | 1  | 2  | 2  | –  | –   |
| 12          | 1         | Esteban Ocon     | 15   | 36     | –  | –  | 1  | –  | –  | 5  | 6  | –  | –   |
| 13          | Bez zmian | Alexander Albon  | 15   | 21     | –  | –  | –  | –  | –  | 2  | 2  | –  | –   |
| 14          | Bez zmian | Nico Hülkenberg  | 15   | 9      | –  | –  | –  | –  | –  | 1  | 1  | –  | –   |
| 15          | Bez zmian | Valtteri Bottas  | 15   | 6      | –  | –  | –  | –  | –  | 1  | 1  | –  | –   |
| 16          | Bez zmian | Zhou Guanyu      | 15   | 4      | –  | –  | –  | –  | 1  | 2  | 2  | –  | –   |
| 17          | Bez zmian | Yūki Tsunoda     | 15   | 3      | –  | –  | –  | –  | –  | 2  | 1  | 1  | –   |
| 18          | Bez zmian | Kevin Magnussen  | 15   | 3      | –  | –  | –  | –  | –  | 1  | 3  | –  | –   |
| 19          | 1         | Liam Lawson      | 3    | 2      | –  | –  | –  | –  | –  | –  | –  | –  | –   |
| 20          | 1         | Logan Sargeant   | 15   | 0      | –  | –  | –  | –  | –  | 2  | 4  | –  | –   |
| 21          | Bez zmian | Nyck de Vries    | 10   | 0      | –  | –  | –  | –  | –  | 1  | 2  | –  | –   |
| 22          | Bez zmian | Daniel Ricciardo | 2    | 0      | –  | –  | –  | –  | –  | –  | –  | –  | –   |
| Źródło: FIA |           |                  |      |        |    |    |    |    |    |    |    |    |     |

### Konstruktorzy
| P           | +/−       | Konstruktor                  | Zgł. | Punkty | P1 | P2 | P3 | PP | NO | NS | NU | NW | WYC |
| ----------- | --------- | ---------------------------- | ---- | ------ | -- | -- | -- | -- | -- | -- | -- | -- | --- |
| 1           | Bez zmian | Red Bull Racing-Honda RBPT   | 30   | 597    | 14 | 6  | 2  | 10 | 8  | –  | –  | –  | –   |
| 2           | Bez zmian | Mercedes                     | 30   | 289    | –  | 2  | 4  | 1  | 4  | 2  | 3  | –  | –   |
| 3           | Bez zmian | Ferrari                      | 30   | 265    | 1  | 1  | 3  | 4  | –  | 4  | 4  | –  | –   |
| 4           | Bez zmian | Aston Martin Aramco-Mercedes | 30   | 217    | –  | 3  | 4  | –  | 1  | 2  | 2  | –  | 1   |
| 5           | Bez zmian | McLaren-Mercedes             | 30   | 139    | –  | 3  | –  | –  | 1  | 2  | 2  | –  | –   |
| 6           | Bez zmian | Alpine-Renault               | 30   | 81     | –  | –  | 2  | –  | –  | 6  | 9  | –  | –   |
| 7           | Bez zmian | Williams-Mercedes            | 30   | 21     | –  | –  | –  | –  | –  | 4  | 6  | –  | –   |
| 8           | Bez zmian | Haas-Ferrari                 | 30   | 12     | –  | –  | –  | –  | –  | 2  | 4  | –  | –   |
| 9           | Bez zmian | Alfa Romeo-Ferrari           | 30   | 10     | –  | –  | –  | –  | 1  | 3  | 3  | –  | –   |
| 10          | Bez zmian | AlphaTauri-Honda RBPT        | 30   | 5      | –  | –  | –  | –  | –  | 3  | 3  | 1  | –   |
| Źródło: FIA |           |                              |      |        |    |    |    |    |    |    |    |    |     |